# Pour la Bretagne !
Pour la Bretagne ! (Breizh War Raok ! en breton) et anciennement Mouvement Bretagne et Progrès est un mouvement politique breton créé en 2010.

## Histoire
Créé dans la suite des listes « Nous te ferons Bretagne » menées par Christian Troadec lors des élections régionales de 2010 (4,29 %), le mouvement souhaite faire entendre une voix de gauche, autonomiste.
Lors des élections législatives de 2012 Christian Troadec se présente dans la 6e circonscription du Finistère et arrive troisième avec 19,92 % des voix. Ce score lui offre la possibilité de se maintenir en triangulaire mais il se désiste au profit de Richard Ferrand (PS) afin de ne pas favoriser la droite.
Lors des élections européennes de 2014, le parti présente une liste nommée « Nous te ferons Europe ! », qui réussit à obtenir 3,05 % sur la circonscription. Selon 7seizh.info, ce score est réalisé malgré la présence d'une liste menée par l'Union démocratique bretonne et d'une liste Breizhistance en alliance avec le NPA.
Aux élections régionales de 2015, le MBP participe à la liste Oui la Bretagne avec l'UDB et avec des personnalités non issues du mouvement breton. La liste recueille 6,71 % des suffrages. Selon Christian Troadec, Oui la Bretagne devient donc la quatrième force politique en Bretagne administrative.
Le 22 avril 2018, le Mouvement Bretagne et Progrès devient Pour la Bretagne ! à la suite d'un renouvellement de son Conseil d'administration.
Pour la Bretagne ! obtient un conseiller régional en la personne de Christian Troadec en 2021.

## Gouvernance
L'équipe dirigeante est constituée de : André Lavanant, président, Christian Troadec, maire de Carhaix-Plouguer, conseiller régional et ancien conseiller départemental, Yves Brun, Christian Derrien, ancien maire de Langonnet et ancien conseiller départemental, Robert Ulliac, ancien maire de Gourin et ancien conseiller régional, Tieri Jamet, Michel Le Tallec, Véronique Coquil, Marcel Berrou.